# Загор
Загор је стрип-јунак аутора Серђа Бонелија (сценарио) и Галијена Ферија (цртеж), који је настао 1961. године у Италији. На просторима бивше СФРЈ први пут се појавио 1968. године, у епизоди под насловом „Насиље у Дарквуду“. Пуно име Загора је Загор Те-Неј, што на језику Алгонкин Индијанаца значи „Дух са секиром“, што се често користи и као његово име у стрипу. Право име овог стрип-хероја је Патрик Вајлдинг. Првобитно, Загору је било дато име Ајакс, али се Бонели предомислио када је сазнао да постоји детерџент истог имена. Издавачка кућа „Весели четвртак“ издавач је серијала „Загор“ за Србију.

## Радња
Радња стрипа се одиграва у Дарквудској шуми, на простору Северне Америке. Загор је представљен као лик атлетске грађе, са препознатљивим костимом чији је основни део црвена мајица са жутим кругом у средини, у којем је нацртана слика орла раширених крила. Његов верни помоћник и сапутник у бројним авантурама је симпатични дебели Мексиканац Чико. Ту су још и Тонка, поглавица Мохавка и Загоров крвни брат, трапер Док Лестер, индијански врач Многооки итд. Један од његових легендарних непријатеља је луди научник по имену Хелинген.

## Лик
Загорово право име је Патрик Вајлдинг (енгл. Patrick Wilding), а рођен је у колиби код Клир Вотера (Дарквуд). Родитељи су му се звали Бети и Мајк Вајлдинг и били су ирског порекла. Када је био дечак, родитеље су му убили Индијанци из племена Абенаки, које је предводио проповедник Соломон Кински. Загора је спасао отац бацивши га у реку, пре него што је заједно са његовом мајком настрадао у кући коју су запалили Индијанци. Након тога, из реке га спашава скитница Фици, човек који је био богати трговац у Бостону и који се одрекао таквог начина живота да би дошао да живи у дивљини. Фици га је научио да рукује каменом секиром (томахавком). Током одрастања Патрик је трагао за Соломоном Кинским, да би му се осветио због смрти својих родитеља. Једног дана је сазнао где се он налази и спремио је освету. Дошао је у село Индијанаца Абенакија, којима је Кински био нека врста поглавице и убио неколико Индијанаца из заседе. Након тога, Индијанце је ухватила паника и већина је напустила село, док је мањи број остао уз Кинског.
После тих догађаја, Патрик одлази разочаран, тужан и тада доноси одлуку: „Убудуће ћу радити само на миру! Покушаћу измирити Индијанце и белце, унети више разумевања за њих. Помагаћу онима које оценим праведнима, без размишљања о томе ко којој раси припада“. Тако је почео свој пут борбе против неправде. Једног дана је наишао на групу Индијанаца који су напали путујући дружину глумаца. Савладао их је и убио њиховог поглавицу. Глумци које је спасао били су породица Саливан, који ће касније постати његови велики пријатељи. Током упознавања са њима, испричао им је своју тужну причу и они му праве црвени костим са орлом на грудима, а Патрик даје себи име „Дух са секиром“ (индијански назив За-гор Те-Неј).
Касније, током скупа индијанских поглавица Дарквуда појављује се у пламеном кругу на једном пропланку. Индијанци, видевши то, помислише да је то дух и да га је Маниту послао. Тада Загор говори: „Избаците страх из срца, синови Манитуа! Велики Дух ме није послао на земљу да бих вас казнио, него да бих вам показао прави пут, како бих вам указао на мудре одлуке. За-гор Те-Неј је моје име, а ова секира је мој знак! Не заборавите то“. Све поглавице су прихватиле Загора за свог заштитника, осим једног који се звао Ога-Ито и који је мрзео белце. Он Загора изазива на двобој, у којем га Загор побеђује и убија.
Напомена: Ова прича о лику је испричана у стриповима, Загор прича (ЛМС #99) и Господар Дарквуда (ЛМС #100).

## Утицаји
На настанак Загора битно су утицала три стрип-јунака: Фантом, Тарзан и Супермен. Почетни модел на коме је Бонели изградио свог јунака је Фантом, кога су 1936. године створили Ли Фалк и Реј Мур. И Фантом и Загор су препознатљиви по свом костиму, живе у имагинарној шуми у којој чувају мир, имају изванредне атлетске способности и сматрају их бесмртнима. Фантом је "Дух који хода", а Загор "Дух са секиром". Од Супермена, кога су 1938. године створили Џером Сигел и Џозеф Шустер, огледа се у симболу кога обојица јунака носе на грудима. Серђо Бонели је дао почетну идеју, а за стилизацију је заслужан Галијено Фери. Од Тарзана (Едгар Рајс Бароуз, 1912.) Загор је преузео карактеристично кретање са лијане на лијану и ратни поклич. Сем поменутих јунака, на Загора су утицали и Велики Блек, Капетан Мики и Мандрак. Загоров лик урађен је по узору на америчког глумца Роберта Тејлора, али га Фери временом прилагођава своме лицу.

## Загор у Италији
Први број Загора изашао је јуна 1961. године у едицији Колана Лампо у тракастом (striscia) формату - једна страна одговара једном каишу. Након почетне епизоде, Серђо Бонели прави паузу од две године, током којих Галијено Фери преузима и сценаристичку улогу, заједно са Ђанлуиђијем Бонелијем. По повратку, Серђо је успео да Загора издигне у сам врх Бонелијевих стрипова с почетка шездесетих година 20. века. У јулу 1965. године излази први број Загора у класичном "Бонели" формату (16х21cm), у едицији Зенит Гигант, и то репринти од првог броја. Колана Лампо је наставила са издавањем Загора све до 1970. године. Последњи Загор у тракастом формату био је број 68. Прелаз на већи формат дозволио је сценаристима да пишу другачијим ритмом приповедања, не ограничавајући их бројем страна. Самим тим су и приче постале квалитетније. Период од 1972. до 1976. представља тзв. "златни период", када је Загор постао најпродаванији Бонелијев јунак. Квалитативни ниво и ниво продаје овог периода више се никада неће достићи. Златни период обухвата епизоде од броја 84 до броја 138.
Златни период је прекинут ангажовањем Серђа Бонелија на другим серијалима. Од 1975. године Бонели издаје стрип јунака Мистер Ноа, коме се Нолита у потпуности посветио. Сем тога, Нолита мења оца на Тексу, због чега у периоду од 1977. до 1980. године не пише све епизоде. Нови сценаристи на Загору су Децио Канчио, Алфредо Кастели и Ђорђо Пезин. Јуна 1979. године Бонели је издао први специјални број едиције "Чико". Следеће године је написао своју последњу епизоду у редовној серији, која носи наслов "Терор шесте планете" (Terrore dal sesto pianeta). Након објављивања петог Чиковог специјала (1983. године), Нолита престаје писати сценарије за Загора.
У наредном периоду Загорове приче пишу Кастели, Канчио, Пезин и Тицијано Склави, да би Нолитино место преузео млади аутор Марчело Тонинели. Тонинели успева да привремено одржи Бонелијев ниво продаје. Међутим, Тонинели убрзо почиње мењати карактер лика. Овај период се поклапа са периодом кризе италијанског стрипа (почетак деведесетих година), у коме продаја нагло опада. У међувремену је покренута едиција Туто Загор (1986), у којој су исправљене грешке ранијих едиција. Две године касније излази први "Загор специјал". Туто Загор се продавао боље од редовне едиције, због чега Бонели намерава да угаси редовну едицију. Тонинели предлаже радикалне промене. Серђо није одобрио Тонинелијеве идеје, због чега он напушта серијал. Серијал би се највероватније угасио да се у Бонелију нису појавила два нова сценариста: Мауро Бозели и Морено Буратини. Од 1993. године они су покренули "ренесансу" Загора, прилагодивши га савременој публици, а истовремено не мењајући основне карактеристике. Овај период се поклапа и са доласком нових цртача у екипу: Стефано Андреучи, Рафаеле дела Моника, Алесандро Кјарола, Мауро Лауренти и Гаетано Казаро. Раст продаје доводи до појаве нових едиција: Алманах (од 1997) и Загор макси (од 2000).
Почетком новог миленијума, Бозели се ангажује око Текса Вилера, а ствара и новог јунака (Дампира), због чега је његов рад на Загору све ређи. Буратини постаје главни сценариста, а од 2007. године и главни уредник у редакцији. На тој позицији се налази и данас.

### Обележавање епизода у Италији
Загор је почео да излази 1961. године у часопису Zenith у каишевима. Тек 1965. године у Zenitu  #52 Загор је почео да излази у данашњем Б5 формату. Разлика од тих 51 броја често ствара забуну у нумерацији италијанског регуларног издања. Рецимо, епизода Специјални одред, која ја у Италији изашла 3. јуна 2021. године, носила је #671, али и Zenith Gigante #722. Први број означава бројање од када је Загор прешао на Б5 формат, а други од када се Загор икада појавио у том часопису 1961. год.

## Загор у Југославији
У Југославији је Загора издавао новосадски Дневник, у две едиције: Златна серија и Лунов Магнус Стрип. Први број изашао је 1968. године као тринаести број Златне серије. У Италији тај број носи наслов "Рат" (Guerra, број 31), а Дневник га је објавио под насловом Насиље у Дарквуду. У почетку Загор излази паралелно у обе едиције (Златна серија и Лунов Магнус Стрип). Од 1971. до 1975. године излази искључиво у Луновом Магнус Стрипу. У овој едиције је Дневник издао четрдесет и једну епизоду. Од 1975. године Загор излази искључиво у Златној серији, све до 1992. године тј. до њеног гашења. Златна серија издала је укупно 304 Загора. Сем Златне серије и Лунов Магнус Стрипа, Загора је 80-их година повремено издавао и Стрип Забавник. Године 1984. Дневник је започео са издавањем албума са сличицама.
Карактеристике Дневникових издања јесу цензура и скраћивање стрипова, ретуширање оригиналних табли, непоштовање хронологије и измена наслова, имена, насловних страна и сл. Сем тога, Дневников формат је за један центиметар краћи од Бонелијевог. Избијањем Грађанског рата у Југославији (1991-1995), Златна серија престаје са издавањем стрипова. Последњи Загор изашао је у 1101-ом броју Златне серије. Последњи бројеви нису стигли на просторе Словеније и Хрватске.

## Загор у Србији
Бројне издавачке куће су у периоду од 1992. до 2008. године наступале са покушајима да наставе делатност Дневника. Године 1995. неуспех је доживео први покушај издавачке куће "Београдска прес агенција", која је годину дана раније започела са издавањем едиције Стрип разонода. Следеће године је издавачка кућа "Хорус" започела озбиљнији покушај, настављајући тамо где је Дневник стао. Хорус је објавио пет редовних бројева (оригинална нумерација: 342-346), Туто Загор (реиздања првих бројева; оригинална нумерација 1-3), Специјал (оригинална нумерација: 1), Загор екстра (184) и Загор представља (у којој је објављивала епизоде Чикове специјалне едиције). Хорус је угашен због конкуренције са хрватском издавачком кућом "Слободна Далмација".
Године 2001. издавачка кућа "Ванини" започела је са издавањем три Бонели јунака, међу којима је и Загор. Објавила је укупно седам Загорових епизода (оригинална нумерација: 411-417). Три године касније са издавањем је започела кућа "Абатон", која пропада након шест објављених бројева (оригинална нумерација: 420-425). Године 2008. на сцену ступа издавачка кућа "Весели Четвртак", која је до марта 2025. објавила 223 епизоде (оригинална нумерација: 469-691).

### Загор у другим бившим ЈУ републикама после 1991. године
У Хрватској је Загор почео поново да излази након распада Југославије, у издању Слободне Далмације. Прва свеска, под називом Лов на вука, изашла је у октобру 1994. године. Слободна Далмација је наставила тамо где је Дневник стао са излажењем 1991. године.

## Загорови аутори

### Сценаристи
Сценаристи стрипа су били Ђанлуиђи Бонели, Мауро Бозели, Дијего Кајели, Децио Канчио, Ђорђо Казанова, Алфредо Кастели, Маурицио Коломбо, Отавио де Ангелис, Тито Фарачи, Стефано Марцорати, Ћезаре Мелонћели, Луиђи Мињако, Франческо Морети, Дијего Паолучи, Ђорђо Пелицари, Мирко Перниола, Ђорђо Пезин, Стефано Приароне, Ренато Квиероло, Тицијано Склави, Алдо Сицилијано, Бепи Виња, Виторио Соси, Антонио Замберлети, Морено Буратини, Аде Капоне, Галијено Фери, Серђо Бонели (под псеудонимом Гвидо Нолита), Алесандро Русо, Данијеле Николаи, Јакопо Раух, Марчело Тонинели и Пјерпаоло Пело.

### Цртачи
Цртачи стрипа су били Галијено Фери, Стефано Андреучи, Франко Бињоти, Гаетано и Гаспаре Казаро, Алесандро Кјарола, Франко Девескови, Рафаеле Дела Моника, Франко Донатели, Маурицио Доти, Франческо Гамба, Мауро Лауренти, Карло Марчело, Микеле Пепе, Марко Торичели и Масимилијано Пеше.

## Ликови из Загоровог света

### Загорови пријатељи
- Чико - Загоров нераздвојни пратилац
- Тонка - поглавица Мохавка и Загоров крвни брат
- Фици - Трапер са којим је Загор одрастао после смрти његових родитеља
- Тобија, Ромео и Хорације Саливан - путујући глумци који су сашили Загоров препознатљиви костим
- Сиви Вук - поглавица Команча и Загоров крвни брат
- Адам Крејн - Тексашки ренџер и Загоров крвни брат
- Док Лестер - трапер, бивши зубар
- Дранки Дак - пијани поштар
- Барон Икарово Перо - научник који прави летеће машине, са којима редовно заврши разбијен о земљу
- Бат Батертон - симпатични, али неспособни детектив
- Тремпи - луталица и преварант
- Дигинг Бил - шашави трагач за благом
- Фишлег - капетан брода „Голден бејби“
- Рамат - индијски факир са невероватним моћима
- Гутрум - викиншки краљ који воли вино и топло сунце Флориде
- Гоинг-Гоинг - последњи примерак своје врсте, који једе све пред собом (ексере, лопате, чекић итд.)
- Џими Гитара - разбојник-покајник, који путује по Дивљем западу са гитаром у којој крије пиштољ
- Манетола - поглавица Семинола са Флориде
- Ендру Кејн - ловац на вештице и чудовишта
- Пери, пуковник и лекар у тврђави „Форт Пит“, Загоров верни пријатељ
- Многооки, врач Мохавка и велики Загоров пријатељ
- Гроф од Лапалета, професионални џентлмен и лопов
- Рохас, трапер из Дарквуда, Загоров савезник у неким авантурама

### Загорови непријатељи
- Хелинген - луди научник и највећи Загоров непријатељ
- Кандракс - моћни келтски чаробњак, са којим се Загор сретао више пута
- Роберт Греј - човек са гвозденим рукама и један од ретких непријатеља који је Загора победио у двобоју
- Цар орлова - маскирани човек који заповеда огромним орловима
- Једнооки Џек - разбојник са стакленим оком.
- Тимбер Бил - дрвосеча-разбојник
- Супермајк - генијални младић, који хоће да замени Загора као хероја
- Барон Ракоши - вампир мађарског порекла
- Хегел фон Аксел - „последњи алхемичар из Нирнберга”
- Мортимер - генијални злочинац
- Виндиго - индијански дух зла
- Скал - разбојник са два мозга, који чита туђе мисли
- Олаф Ботегоски - Загоров двојник
- Човек-муња - добио је натприродну моћ да испаљује муње из руку.